# 阿克西登特 (馬里蘭州)
阿克西登特（英語：Accident）是一個位於美國馬里蘭州加勒特縣的市鎮。

## 人口
根據2020年美國人口普查的數據，阿克西登特的面積為1.28平方千米，當中陸地面積為1.28平方千米，而水域面積為0.00平方千米。當地共有人口338人，而人口密度為每平方千米264人。